# Fornitore di corte imperiale e reale

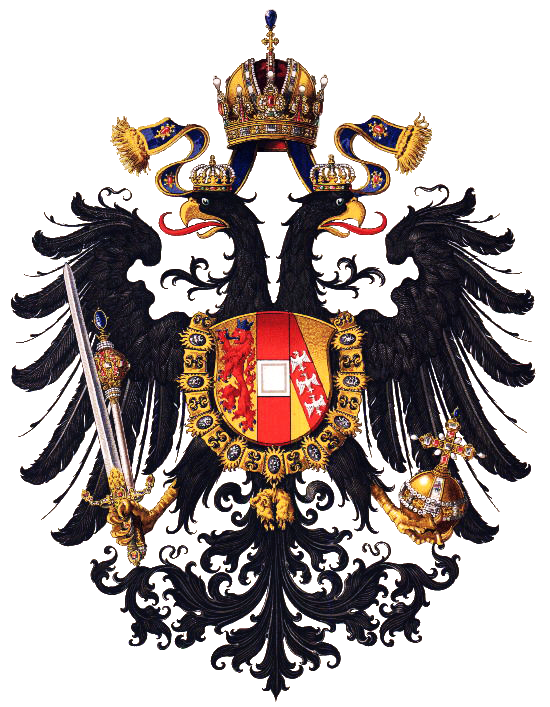
I fornitori potevano distinguersi ufficialmente con lo stemma imperiale

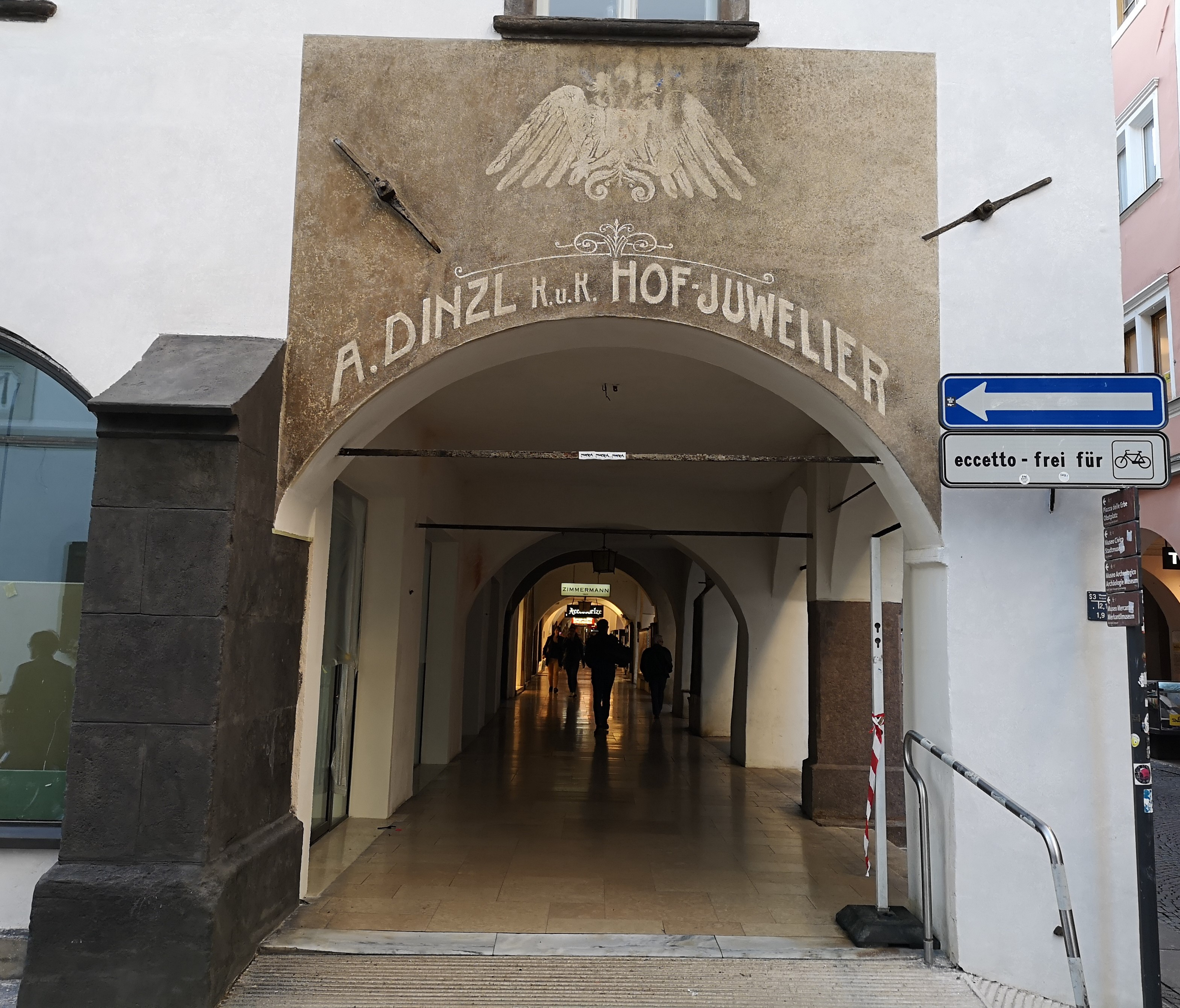
Iscrizione del K.u.K. Hof-Juwelier A. Dinzl presente sulla Waaghaus (Casa della pesa) di Bolzano, riapparsa e restaurata nel 2019

Il Fornitore di corte imperiale e regia (in tedesco: k. & k Hoflieferant) era un commerciante o un prestatore di servizi (dal 1911 anche un vero e proprio imprenditore) che operava sotto l' Impero austro-ungarico. Egli, grazie ad un'autorizzazione speciale ottenuta con un privilegio imperiale, poteva consegnare merci o prestare servizi presso la corte di Vienna. Il riconoscimento di tale privilegio poteva essere di carattere pubblico.
Se i beni da lui fatti pervenire a Corte erano stati importati, essi erano esenti da tasse. È opportuno fare una distinzione tra imprese appartenenti alla Corte e quelle private. Nel periodo precedente al Compromesso austro-ungarico del 1867 (Ausgleich), questa particolare figura prendeva il nome di fornitore di corte imperiale-reale o semplicemente fornitore imperiale.
Questo titolo veniva conquistato solo se l'imprenditore in questione era il migliore nel suo settore specifico. Inoltre, costituiva un simbolo di autenticità e di alta classe,  nonché il più alto riconoscimento che un'azienda potesse conseguire.
Nel momento di massimo sviluppo dell'Impero Austro-ungarico vi erano 500 fornitori nella sola città di Vienna. Ve ne erano alcuni anche a Bad Ischl, Budapest, Karlovy Vary, Praga, ecc. 
Si stima che il numero totale di suddette imprese arrivasse a 2500.
A Vienna, circa due dozzine di queste aziende hanno mantenuto e utilizzano tutt'oggi questo titolo.
Per quanto riguarda l'Italia, un certo numero di aziende utilizzava il titolo. Tra i più famosi sono da citare Girolamo Luxardo di Zara e Francesco Cinzano di Torino.